# SS Emilia Gierczak
SS Emilia Gierczak – polski statek rybacki zbudowany w 1958 roku w Stoczni Gdynia (wówczas była to stoczni im. Komuny Paryskiej) jako SS „Wda”. Był to trawler burtowy typu B14, z serii statków o nazwach polskich rzek zbudowanych przez tę stocznię. Jednostkę napędową statku stanowiła maszyna parowa o mocy 800 KM, trzycylindrowa, zasilana z kotła parowego opalanego mazutem.
Wda została przekazana w 1963 roku Zasadniczej  Szkole  Rybołówstwa Morskiego w Świnoujściu i zmieniła nazwę na „Emilia Gierczak”.
20 lutego 1975 roku statek szkolny SS „Emilia Gierczak” pod dowództwem kpt. ż.w. Czesława Zabłockiego w rejsie afrykańskim przekroczył równik, a co za tym idzie nastąpił chrzest równikowy statku i uczniów (neofitów).
Latem 1993 roku SS „Emilia Gierczak” została zezłomowana w porcie w Świnoujściu.